# Vliegende speld
De vliegende speld (Baccha elongata) is een vliegensoort uit de familie van de zweefvliegen (Syrphidae). De wetenschappelijke naam van de soort is voor het eerst geldig gepubliceerd in 1775 door Fabricius.

## Kenmerken
De vliegen bereiken een lichaamslengte van 7 tot 11 millimeter. Hun buik erg slank en aan het einde verdikt in de vorm van een knots. De kop en thorax zijn glanzend zwart, het donkere mesonotum heeft een groen-metallic glans. Het achterlijf is zwart met gele vlekken op het derde en vierde segment. Het gezicht heeft een gele of witte kleur aan de mondrand, het voorhoofd en de bovenkant van het hoofd hebben licht haar. Het voorhoofd is dof grijs bij mannen, bij vrouwen is het dof grijs over de antennes en dof grijs boven met een zwarte centrale streep. De tentakels zijn zwartbruin, hun derde segment is geelachtig aan de onderzijde. De poten zijn bruingeel, af en toe kan het achterste potenpaar ook bruin zijn. De soort kan alleen worden verward met de zeer vergelijkbare Baccha obscuripennis, waarvan de mannetjes geen licht haar op hun voorhoofd hebben.

## Voorkomen
De dieren komen voor in de Holarctisch gebied en zijn zeldzamer op grotere hoogte dan in de laaglanden. Ze leven voornamelijk in schaduwrijke en vochtige habitats, vooral in bossen en in de buurt van wateren, en vliegen in twee generaties van april tot oktober.

## Levenswijze
De mannetjes zijn hardnekkige vliegers en kunnen uren in de lucht blijven. De vrouwtjes daarentegen zijn traag met vliegen en blijven meestal op bladeren of gras in het kreupelhout. De larven leven van kruidachtige planten die in het bos groeien. Ze eten bladluizen en schildluizen.